# Sistema di Nettuno
In astronomia, si suole indicare come sistema di Nettuno la regione di spazio del sistema solare dominata dall'influenza gravitazionale del pianeta Nettuno, ed occupata dai suoi satelliti naturali, dai suoi anelli planetari ed eventualmente dalla sua magnetosfera.

## Dimensioni
Le dimensioni della sfera d'influenza gravitazionale nettuniana sono date dal raggio di Hill del sistema Nettuno-Sole, secondo la formula
{\displaystyle r_{Hill}=a{\sqrt[{3}]{\frac {m_{N}}{3M_{S}}}}=116\,036\,214\,km.}
Entro le incertezze dovute alla presenza degli altri oggetti principali del sistema solare, specialmente Giove, questo raggio delimita la regione di spazio entro la quale l'attrazione gravitazionale esercitata da Nettuno risulta predominante rispetto a quella del Sole. Tutti i corpi celesti che si trovano stabilmente all'interno della sfera di Hill di Nettuno sono in orbita poseidocentrica.

## Struttura
Il sistema di Nettuno si compone di:
- Nettuno
- Satelliti naturali di Nettuno
- Anelli di Nettuno

Altri oggetti possono intersecare periodicamente o meno il sistema di Nettuno, senza tuttavia rimanere gravitazionalmente legati al gigante gassoso per via della loro elevata velocità iniziale; può essere questo il caso di comete o asteroidi collocati su orbite particolarmente ellittiche, come pure di sonde spaziali.

### Oggetti principali
Segue un prospetto dei dieci oggetti principali del sistema di Nettuno, in ordine di massa.
| Oggetto      | Oggetto | Distanza da Nettuno | Diametro           | Massa            | Massa  | Scoperta |                                                                       |
| ------------ | ------- | ------------------- | ------------------ | ---------------- | ------ | -------- | --------------------------------------------------------------------- |
| Sol VIII     | Nettuno | -                   | 49 528 km          | 1,0244 × 1026 kg | 1000   | 1846     |                                                                       |
| Nettuno I    | Tritone | 354 800 km          | 2700 km            | 21,4 × 1021 kg   | 0,2089 | 1846     |                                                                       |
| Nettuno VIII | Proteo  | 117 647 km          | 436 × 416 × 402 km | 50 × 1018 kg     | 0,0005 | 1989     |                                                                       |
| Nettuno II   | Nereide | 5 513 400 km        | 340 km             | 31 × 1018 kg     | 0,0003 | 1949     |                                                                       |
| Nettuno VII  | Larissa | 73 548 km           | 208 × 178 km       | 4,90 × 1018 kg   | 0,0000 | 1981     |                                                                       |
| Nettuno VI   | Galatea | 61 593 km           | 158 km             | 3,70 × 1018 kg   | 0,0000 | 1989     |                                                                       |
| Nettuno V    | Despina | 52 256 km           | 148 km             | 2,10 × 1018 kg   | 0,0000 | 1989     |                                                                       |
| Nettuno IV   | Talassa | 50 075 km           | 80 km              | 0,37 × 1018 kg   | 0,0000 | 1989     |                                                                       |
| Nettuno III  | Naiade  | 48 227 km           | 58 km              | 0,19 × 1018 kg   | 0,0000 | 1989     | Il sistema di Nettuno fotografato dal telescopio spaziale James Webb. |
| Nettuno XIII | Neso    | 48 387 000 km       | 60 km              | 0,09 × 1018 kg   | 0,0000 | 2002     | Il sistema di Nettuno fotografato dal telescopio spaziale James Webb. |

## Esplorazione
Una sola sonda interplanetaria di fabbricazione umana ha attraversato il sistema di Nettuno, a partire dall'inizio dell'era spaziale; si tratta della Voyager 2, che sta tuttora proseguendo il suo viaggio verso lo spazio interstellare.